# Карман Генри

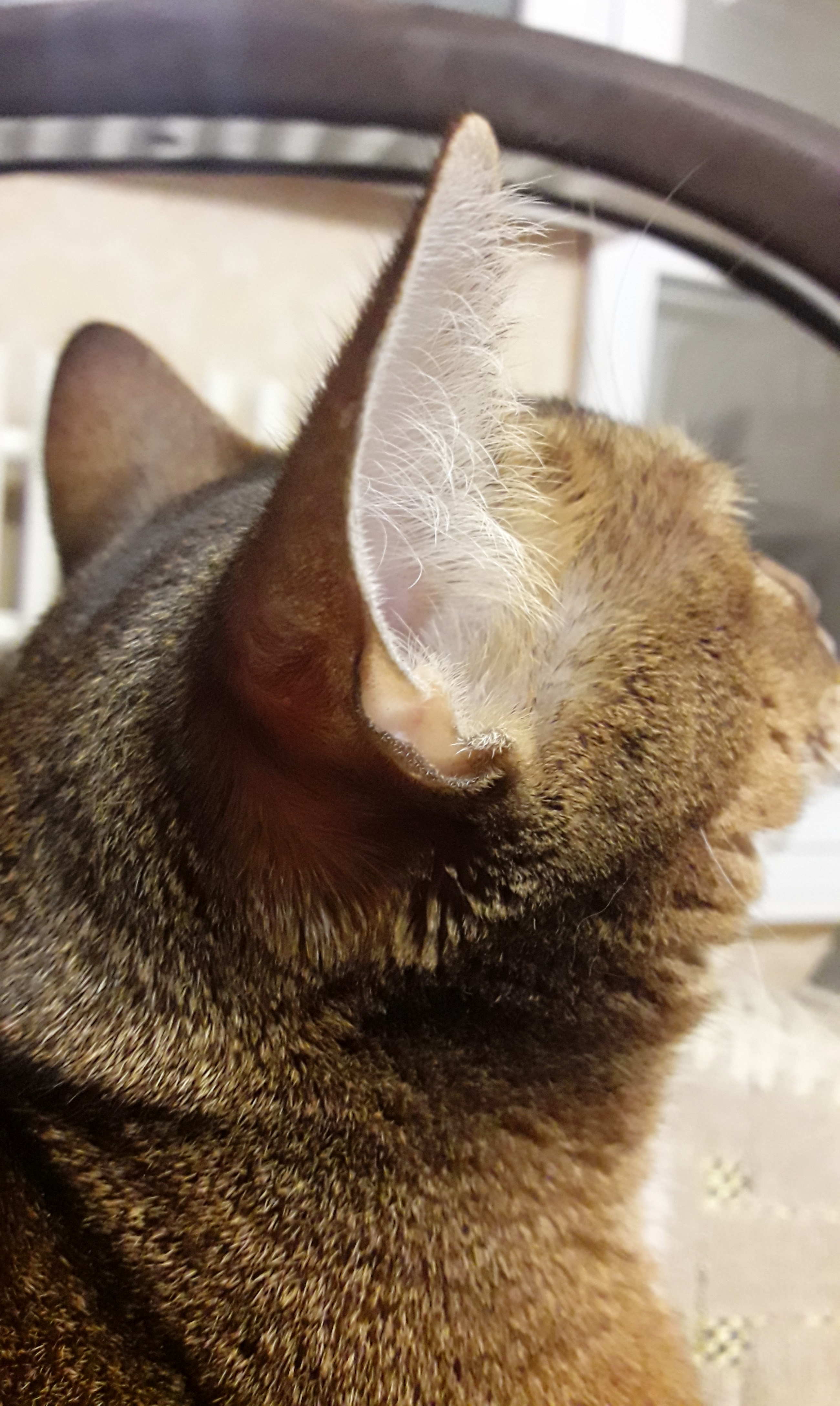
Карман Генри (в центре) у абиссинской кошки

В анатомии животных карма́н кошачьего уха, более формально известный как ко́жный маргина́льный мешо́к, представляет собой складку кожи, образующую открытый мешочек в нижней задней части наружного уха. Карман расположен примерно в месте антитрагуса (области наружного хряща) в человеческом ухе. Такая складка кожи встречается у ряда видов, включая ласки и летучих мышей, но особенно она заметна у домашних кошек, а также у некоторых пород собак.
Назначение этого кармана научно неизвестно, и пока что не доказано, выполняет ли он вообще какие-либо функции. Однако одна из гипотез состоит в том, что он помогает обнаруживать высокие звуки путём ослабления низких частот, особенно когда ухо наклонено под углом, что является обычным для хищников при охоте. Поскольку карман встречается у самых разных видов млекопитающих, он, вероятно, является консервативным признаком их общего предка.
В кармане обычно собираются паразиты, и его следует проверять во время ветеринарного осмотра.